# Aleksander I. Moldavski
Aleksander I. Moldavski ali Aleksander Dobri (romunsko Alexandru cel Bun), knez Moldavije, † 1. januar 1432.
Aleksander je vladal med leti 1400 in 1432. Bil je sin kneza Romana I. Mușata (vladal 1391-1394) in je na prestolu nasledil Jurija (1399-1400), ki je bil po eni hipotezi litvanski knez Jurij Koriatovič in po drugi sin Romana I. Kot vladar je začel vrsto reform in je utrdil položaj moldavske kneževine.

## Notranja politika
Aleksander je vpeljal knežji svet in knežjo pisarno s kanclerjem. Izdal je nove davčne zakone, dal trgovcem Lvova (1408) in Krakova (1409) trgovske privilegije, izboljšal trgovske poti, zlasti pot ob Dnestru, ki je povezovala pristanišče v njegovem ustju, Cetatea Albo (danes Bilgorod-Dnistrovski), s Poljsko. Utrdil je trdnjave in jih zasedel s posadkami ter razširil moldavski pristanišči Cetatea Albă in Kilija (slednja v delti Donave).
Po njegovi zaslugi se je končal spor med moldavsko pravoslavno Cerkvijo in patriarhom Konstantinopla. Dal je zgraditi samostan Bistrița in nadaljeval z gradnjo samostana Neamț, ki so ga začeli graditi v predhodnem stoletju.

## Zunanja politika
Aleksandrova glavna skrb je bila obramba dežele pred močnejšimi sovražniki. Zavzemal se je za zvezo s kraljevino Poljsko in kneževino Vlaško, v glavnem proti kraljevini Ogrski (čeprav mu je do prestola pomagal ogrski kralj Sigismund Luksemburški). Leta 1402 je kot vazal prisegel poljskemu kralju Vladislavu II.; zveza je bila obnovljena v letih 1404, 1407, 1411 in 1415.
Aleksander je sodeloval v dveh bitkah proti Nemškim vitezom: leta 1410 v Grunvaldu in leta 1422 pri Malborku (Marienburgu). Leta 1420 je obranil Modavijo pred prvim vdorom osmanskih Turkov pri Cetatea Albi. Vmešal se je tudi v  notranje spopade v kneževini Vlaški: v letih 1418-19 je pomagal do knežjega položaja Raduju II. Vlaškemu in leta 1429 Aleksandru I. Vlaškemu, v glavnem z namenom, da bi prepreči zavzetje Kilije.
Ker ob turškem napadu leta 1420 Poljska ni izpolnila obveze do Moldavije kot svojega vazala in je kasneje zahteval tudi moldavsko ozemlje, je Aleksander na začetku litvanske državljanske vojne (1431-35) z juga napadel Poljsko. Spopad se je končal 18. novembra 1431 z mirom v Suceavi.

## Družinske vezi
Aleksander Dobri je imel štiri legitimne žene; to so bile Margareta Loszonc, Ana Neacşa, Rimgaila (hči litvanskega kneza Kęstutisa in sestra Vitautasa Velikega Litvanskega; ločena leta 1421), in Mariana.
Imel je veliko število sinov in hčera. Za njim so Moldaviji vladali sinovi  Iliaș I., Štefan II., Bogdan II. (oče Štefana Velikega) in Peter Aron. Njegova najstarejša hčerka  Cneajna (ali Vasilisa ali Maria Muşat) se je poročila z vlaškim knezom  Vladom II.; Aleksander je bil tako ded Vlada III..
Aleksander je umrl 1. januarja 1432 in je pokopan v samostanu Bistrița.